# Sara Kafrit
Sara Kafrit (hebr.: שרה כפרית, ang.: Sarah Kafrit, ur. 26 lipca 1900 w Mińsku, zm. 1 czerwca 1983) – izraelska polityk, w latach 1951–1959 poseł do Knesetu z listy Mapai.
W wyborach parlamentarnych w 1951 po raz pierwszy dostała się do izraelskiego parlamentu. Zasiadała w Knesetach II i III kadencji.